# Landó (canción)
«Landó» es una canción compuesta por la letrista peruana de música criolla Chabuca Granda a ritmo de landó.
El tema fue interpretado por la cantante Cecilia Bracamonte en 1977 para postular como la candidata peruana en el Festival de la OTI de ese año que se celebró en Madrid (España). Bracamonte obtuvo la plaza y participó en dicho festival apareciendo en el 19º turno, obteniendo 3 puntos y quedando en sexta posición empatando con los representantes de Argentina, El Salvador, Puerto Rico y Venezuela.
Posteriormente, en 1978, la propia Chabuca publicó la canción en su álbum Tarimba Negra..., editado por Movieplay y grabado en los Estudios Sonoland de Madrid, participaron los músicos Féliz Casaverde y Caitro Soto.